# Lars-Erik Ramström
Lars-Erik Ramström (ur. 1968) – szwedzki biegacz narciarski, dwukrotny medalista mistrzostw świata juniorów.

## Kariera
W 1987 roku wystąpił na mistrzostwach świata juniorów w Asiago, gdzie zajął 13. miejsce w biegu na 10 km techniką klasyczną i 22. miejsce w biegu na 30 km techniką dowolną. Podczas mistrzostw świata juniorów w Saalfelden w 1988 roku zdobył dwa medale. Najpierw zajął trzecie miejsce na dystansie 30 km stylem dowolnym, a następnie brązowy medal zdobył też w sztafecie. Był też między innymi piąty w sztafecie na mistrzostwach świata juniorów w Lake Placid w 1986 roku oraz szósty podczas rozgrywanych rok wcześniej mistrzostw świata juniorów w Täsch.
W zawodach Pucharu Świata zadebiutował 4 marca 1990 roku w Lahti, zajmując 39. miejsce w biegu łączonym 2x15 km. Jeszcze kilkukrotnie startował w zawodach tego cyklu, jednak nigdy nie zdobył pucharowych punktów. Nigdy też nie wziął udziału w igrzyskach olimpijskich ani w mistrzostwach świata.

## Osiągnięcia

### Mistrzostwa świata juniorów
| Miejsce | Dzień     | Rok  | Miejscowość | Konkurencja             | Wynik     | Strata  | Zwycięzca             |
| ------- | --------- | ---- | ----------- | ----------------------- | --------- | ------- | --------------------- |
| 19.     | 14 lutego | 1985 | Täsch       | 15 km stylem klasycznym | 40:01,6   | +1:34,4 | Giennadij Łazutin     |
| 6.      | 16 lutego | 1985 | Täsch       | Sztafeta 3x10 km        | 1:23:17,1 | +2:01,4 | ZSRR                  |
| 17.     | 13 lutego | 1986 | Lake Placid | 10 km stylem klasycznym | 26:58,3   | +1:36,4 | Giennadij Łazutin     |
| 5.      | 15 lutego | 1986 | Lake Placid | Sztafeta 3x10 km        | 1:23:19,4 | +3:06,3 | ZSRR                  |
| 13.     | 4 lutego  | 1987 | Asiago      | 10 km stylem klasycznym | 27:19,5   | +55,0   | Gierman Karaczewski   |
| 22.     | 8 lutego  | 1987 | Asiago      | 30 km stylem dowolnym   | 1:13:41,2 | +4:54,7 | Kalikan Nagombajew    |
| 13.     | 3 lutego  | 1988 | Saalfelden  | 10 km stylem klasycznym | 27:09,2   | +1:00,9 | Gierman Karaczewski   |
| 3.      | 6 lutego  | 1988 | Saalfelden  | Sztafeta 3x10 km        | 1:16:49,0 | +24,3   | ZSRR                  |
| 3.      | 7 lutego  | 1988 | Saalfelden  | 30 km stylem dowolnym   | 1:21:21,3 | +1:38,1 | Aleksandr Karaczewski |

### Puchar Świata

#### Miejsca w klasyfikacji generalnej
- sezon 1989/1990: -
- sezon 1990/1991: -
- sezon 1991/1992: -
- sezon 1992/1993: -

#### Miejsca na podium
Ramström nigdy nie stanął na podium zawodów PŚ.